# Spodnje Škofije
Spodnje Škofije (wł. Scofie di Sotto) – wieś w Słowenii, w gminie miejskiej Koper. 1 stycznia 2018 liczyła 1432 mieszkańców.